# Club Deportivo Municipal de La Paz
El Club Deportivo Municipal es un club de fútbol de la ciudad de La Paz, Bolivia. Fue fundado el 20 de octubre de 1944 y se encuentra en receso de actividades desde marzo del 2010. 
Municipal se consagró campeón de la Primera División en dos oportunidades: 1961 y 1965. A nivel internacional, participó en la Copa Libertadores de América en 3 oportunidades.
Durante varias décadas, el club contó con el apoyo de la Alcaldía Municipal de La Paz.
Fue fundador de la Liga del Fútbol Profesional Boliviano y participó en los certámenes ligueros consecutivamente hasta 1985, año en el que descendió a la Primera A de la Asociación de Fútbol de La Paz (AFLP), en 1995 ganó la Copa Simón Bolívar y ascendió a la LFPB. En 1997, nuevamente descendió a la Primera A de la AFLP y se mantuvo en esa división hasta 2007, ya que en 2008 jugó en la Primera B hasta el 2009.
En 2010 no participó en la Primera B por una deuda de 18.000 Bs (aproximadamente 2600 $us) a la AFLP, motivo por el cual se encuentra en receso de actividades.

## Uniforme

### Origen
Lleva en su uniforme los colores de la ciudad de La Paz: Rojo Punzó y Verde Esmeralda y el Blanco del nevado del Illimani.
- Uniforme titular: Camiseta guinda con vivos verdes, pantalón blanco y medias guindas con rayas horizontales verdes.
- Uniforme alternativo: Camiseta blanca con vivos verdes, pantalón guindo y medias blancas con rayas horizontales verdes.

| Titular | Visitante |

## Estadio

### Luis Lastra
Durante varias décadas disputó sus partidos en el Estadio Luis Lastra de la zona de Sopocachi de la ciudad de La Paz, con capacidad para 10 000 espectadores.
En la gestión del Alcalde Ronald Maclean el estadio pasó a ser propiedad del Club Municipal (Ordenanza Municipal 110/51 y Resolución Municipal N.º 1712/79); sin embargo, en la actualidad el estadio es propiedad del Gobierno Municipal de La Paz que tras las mejoras en la infraestructura, le cambió el nombre a "Palacio de los Deportes".

## Rankings

### Rankings deIFFHS
- Ranking continental del siglo XX: 72.º.

## Datos del club
- Puesto histórico: 15.º
- Temporadas en Primera División: 11 (1977-1985, 1996-1997).
- Mejor puesto en Primera División: 1.º (en 2 ocasiones).
- Mayor goleada a favor
  - En torneos internacionales:
    - 5 - 1 contra  9 de Octubre (19 de marzo de 1966) (Copa Libertadores 1966).
    - 5 - 2 contra  Jorge Wilstermann (19 de mayo de 1974) (Copa Libertadores 1974).
- Mayor goleada en contra
  - En torneos internacionales:
    - 1 - 6 contra  Santos (21 de febrero de 1962) (Copa Libertadores 1962).
    - 1 - 4 contra  Nacional (2 de marzo de 1966) (Copa Libertadores 1966).
- Primer partido en torneos nacionales: 1 - 2 contra The Strongest (18 de septiembre de 1977).
- Primer partido en torneos internacionales: 2 - 1 contra  Cerro Porteño (11 de febrero de 1962), (Copa Libertadores 1962).
- Jugador con más goles en torneos internacionales: Salomón Moyano (7 goles).

### Historial Internacional Oficial
| \| # \| Rival \| País \| PJ \| PG \| PE \| PP \| GF \| GC \| Dif \| \| -- \| ----------------- \| -------- \| -- \| -- \| -- \| -- \| -- \| -- \| --- \| \| 1° \| Jorge Wilstermann \| Bolivia \| 4 \| 1 \| 1 \| 2 \| 6 \| 7 \| –1 \| \| 2° \| Palmeiras \| Brasil \| 2 \| 0 \| 0 \| 2 \| 0 \| 4 \| –4 \| \| 3° \| Santos \| Brasil \| 2 \| 0 \| 0 \| 2 \| 4 \| 10 \| –6 \| \| 4° \| São Paulo \| Brasil \| 2 \| 0 \| 2 \| 0 \| 4 \| 4 \| 0 \| \| 5° \| 9 de Octubre \| Ecuador \| 2 \| 2 \| 0 \| 0 \| 9 \| 4 \| +5 \| \| 6° \| Emelec \| Ecuador \| 2 \| 1 \| 0 \| 1 \| 5 \| 3 \| +2 \| \| 7° \| Cerro Porteño \| Paraguay \| 2 \| 1 \| 0 \| 1 \| 4 \| 4 \| 0 \| \| 8° \| Nacional \| Uruguay \| 2 \| 1 \| 0 \| 1 \| 4 \| 6 \| –2 \| \| 9° \| Peñarol \| Uruguay \| 2 \| 0 \| 0 \| 2 \| 2 \| 5 \| –3 \| |                   |          |    |    |    |    |    |    |     |
| # | Rival             | País     | PJ | PG | PE | PP | GF | GC | Dif |
| 1° | Jorge Wilstermann | Bolivia  | 4  | 1  | 1  | 2  | 6  | 7  | –1  |
| 2° | Palmeiras         | Brasil   | 2  | 0  | 0  | 2  | 0  | 4  | –4  |
| 3° | Santos            | Brasil   | 2  | 0  | 0  | 2  | 4  | 10 | –6  |
| 4° | São Paulo         | Brasil   | 2  | 0  | 2  | 0  | 4  | 4  | 0   |
| 5° | 9 de Octubre      | Ecuador  | 2  | 2  | 0  | 0  | 9  | 4  | +5  |
| 6° | Emelec            | Ecuador  | 2  | 1  | 0  | 1  | 5  | 3  | +2  |
| 7° | Cerro Porteño     | Paraguay | 2  | 1  | 0  | 1  | 4  | 4  | 0   |
| 8° | Nacional          | Uruguay  | 2  | 1  | 0  | 1  | 4  | 6  | –2  |
| 9° | Peñarol           | Uruguay  | 2  | 0  | 0  | 2  | 2  | 5  | –3  |

### Deportivo Municipal en competiciones internacionales
| Torneo                 | Ronda          | Rival             | Ida | Vuelta |
| ---------------------- | -------------- | ----------------- | --- | ------ |
| Copa Libertadores 1962 | Fase de grupos | Santos            | 3–4 | 1–6    |
| Copa Libertadores 1962 | Fase de grupos | Cerro Porteño     | 2–1 | 2–3    |
| Copa Libertadores 1966 | Fase de grupos | Jorge Wilstermann | 1–1 | 0–3    |
| Copa Libertadores 1966 | Fase de grupos | 9 de Octubre      | 5–1 | 4–3    |
| Copa Libertadores 1966 | Fase de grupos | Emelec            | 4–1 | 1–2    |
| Copa Libertadores 1966 | Fase de grupos | Nacional          | 1–4 | 3–2    |
| Copa Libertadores 1966 | Fase de grupos | Peñarol           | 1–3 | 1–2    |
| Copa Libertadores 1974 | Fase de grupos | Jorge Wilstermann | 0–1 | 5–2    |
| Copa Libertadores 1974 | Fase de grupos | Palmeiras         | 0–1 | 0–3    |
| Copa Libertadores 1974 | Fase de grupos | São Paulo         | 1–1 | 3–3    |

## Jugadores

### Jugadores con más goles en torneos internacionales
| #    | Jugador          | Goles |
| ---- | ---------------- | ----- |
| 1.º  | Salomón Moyano   | 7     |
| 2.º  | Luis Aguilera    | 4     |
| 3.º  | Nicolás Linares  | 3     |
| 4.º  | Antonio Aguirre  | 3     |
| 5.º  | Roberto Cainzo   | 2     |
| 6.º  | Julio Torres     | 2     |
| 7.º  | Mario Di Meglio  | 2     |
| 8.º  | Juan Farías      | 2     |
| 9.º  | Jorge Lladó      | 2     |
| 10.º | Alberto Torres   | 2     |
| 11.º | José Castillo    | 2     |
| 12.º | Manuel Blanco    | 1     |
| 13.º | René Taritolay   | 1     |
| 14.º | Ramón Ruíz Díaz  | 1     |
| 15.º | Eduardo Espinoza | 1     |
| 16.º | Hugo Rocha       | 1     |
| 17.º | Wilfredo Camacho | 1     |
| 18.º | Ramiro Quevedo   | 1     |

### Goleadores de Primera División
En el siguiente cuadro se muestran los máximos goleadores por torneo de la Primera División de Bolivia que lo lograron con la camiseta de Deportivo Municipal.
| # | Nombre              | Campeonato | Goles |
| - | ------------------- | ---------- | ----- |
| 1 | Pedro Eugenio Callá | 1955       | 21    |
| 2 | Dimas Flores        | 1996       | 16    |

## Entrenadores
El club Municipal fue campeón nacional en dos oportunidades la primera en 1961 al mando de Félix Deheza de nacionalidad boliviana y la segunda en 1965 bajo la conducción técnica del boliviano José Luis Rodríguez.

## Palmarés

### Torneos nacionales (2)
| Competición                     | Títulos     | Subcampeonatos        |
| ------------------------------- | ----------- | --------------------- |
| Primera División de Bolivia (2) | 1961, 1965. | 1956, 1958, 1973. (3) |
| Campeonato de Ascenso (1)       | 1995.       |                       |

### Torneos regionales (6)
| Competición                                | Títulos                             | Subcampeonatos                                            |
| ------------------------------------------ | ----------------------------------- | --------------------------------------------------------- |
| Campeonato Paceño (6)                      | 1958, 1960, 1961, 1965, 1973, 1998. | 1956, 1957, 1964, 1969, 1971, 1970, 1972, 1986, 1995. (9) |
| Campeonato de Reserva (1)                  | 1954.                               |                                                           |
| Campeonato de 2.ª Categoría (1)            | 1953.                               |                                                           |
| Campeonato de Reserva de 2.ª Categoría (1) | 1953.                               |                                                           |
| Campeonato de 5.ª Categoría (0/1)          |                                     | 1950.                                                     |

## Participaciones internacionales

### Torneos internacionales oficiales
- En negrita competiciones en activo.

| Torneo                           | Ediciones          |
| -------------------------------- | ------------------ |
| Copa Libertadores de América (3) | 1962, 1966 y 1974. |

### Por competición
- En negrita competiciones en activo.

| Torneo                       | TJ | PJ | PG | PE | PP | GF | GC | Dif. | Puntos |
| ---------------------------- | -- | -- | -- | -- | -- | -- | -- | ---- | ------ |
| Copa Libertadores de América | 3  | 20 | 6  | 3  | 11 | 38 | 47 | -9   | 21     |
| Total                        | 3  | 20 | 6  | 3  | 11 | 38 | 47 | -9   | 21     |

El cuadro paceño apareció en tres ediciones de la Copa Libertadores de América: 1962, 1966 y 1974, dejando buena impresión a nivel nacional e internacional, empero no consiguió avanzar a una siguiente fase.
En la edición de 1962, “Muni” arrancó en el grupo 1 con triunfo 2-1 sobre Cerro porteño como local, pero perdió 3-2 en Asunción ante este rival. Perdió 3-4 con Santos en casa y 6-1 en casa del equipo brasileño.
Para el torneo de 1966, Municipal quedó en el grupo 3 junto a los uruguayos Peñarol y Nacional, el valluno Wilstermann y los ecuatorianos Emelec y Nueve de Octubre. El Granate venció 3-2 a Nacional, 3-4 a Nueve de Octubre en Ecuador, 4-1 a Emelec y 5-1 a Nueve de Octubre. Perdió en casa 1-2 con Peñarol e igualó 0-0 con Wilstermann. Salvo la victoria en Milagro (ECU), Municipal perdió en sus visitas a Montevideo, Guayaquil y Cochabamba.
La última aparición de este club en la Copa Libertadores se registró en 1974, por el grupo 2 junto a Wilstermann y los brasileños Sao Paulo y Palmeiras. Debutó con derrota 0-1 ante Palmeiras e igualó 1-1 con Sao Paulo, ambos en La Paz. Perdió 1-0 en su visita a Wilstermann y 3-0 ante Palmeiras. Se rehízo empatando 3-3 con Sao Paulo en Brasil y goleando 5-2 al Aviador en La Paz1.
Actualizado a la Copa Libertadores 1974.

## Otros deportes
Son varias las disciplinas a los que la entidad dedicó su atención, entre los que se destacaron: el fútbol, básquetbol, atletismo y boxeo.

## Clubes homenaje

### Fútbol
- Club Deportivo Municipal de Élite: Club de fútbol fundado en la ciudad de La Paz por exjugadores del Club Deportivo Municipal el 18 de mayo de 2013.